# Лёфевр де Лабулэ, Станислас
Станислас (Франсуа Жан) Лёфевр де Лабулэ (фр. Stanislas (François, Jean) Lefebvre de Laboulaye; 12 декабря 1946 года, Бейрут) — Чрезвычайный и Полномочный Посол Франции в России с 2006 по 2009 год. Выпускник престижных коллежа Станислас и лицея Генриха четвёртого в Париже, а также Национальной школы администрации при премьер-министре Франции — выпуск имени Вольтера
1980 года.

## Биография
Станислас Лёфевр де Лабулэ родился 12 декабря 1946 года в Бейруте (Ливан) в семье потомственного дипломата. Его отец, Франсуа Лёфевр де Лабулэ, был послом Франции в Бразилии, Японии и США; дед, Андре Лёфевр де Лабулэ — послом в США; прапрапрадед, Антуан Рене Поль Лефевр де Лабулэ, возглавлял французскую дипломатическую миссию во времена Александра III.

### Учёба и начало профессиональной карьеры
После окончания в Париже коллежа Станислава и лицея Генрихa IV, де Лабуле учился на филологическом факультете Сорбонны и позднее — в университете Венсен.
В 1968 году он получил степень лицензиата по современной литературе, в 1969 — степень магистра по англо-американской литературе, в 1970 году защитил диссертацию на высшую преподавательскую степень в средней школе — агреже по современной литературе.
Затем он начал профессиональную преподавательскую карьеру в лицее для мальчиков в городе Станксе в Тунисе (1970—1972) и в качестве помощника преподавателя в университете Манчестера в Великобритании (1972—1976).
В 1976—1977 годах де Лабуле учился на подготовительном отделении для поступления в Национальную школу администрации про премьер-министре Франции.
В 1978 году он перешёл по внешнему конкурсу в Национальную школу администрации, которую оканчил в 1980 году (выпуск имени Вольтера).

### Дипломатическая карьера
В 1980 году начал дипломатическую карьеру: после окончания ЭНА получил дипломатический ранг секретаря иностранных дел в МИД Франции.
Работал в центральном аппарате МИД Франции: сначала в дирекции Азии (1980—1981), затем в департаменте экономики и финансов, в службе экономического сотрудничества (1981—1984).
С 1984 по 1987 год занимал пост второго, а затем первого секретаря в постоянном представительстве Франции при Европейских сообществах в Брюсселе, специализация: вопросы европейских институций, охраны окружающей среды и научных исследований.
В 1987—1991 годах был вторым советником в Посольстве Франции в Испании.
С 1991 по 1996 год работал в центральном аппарате директором по связям с общественностью (по коммуникациям) МИД Франции, затем — директором по вопросам внешнего аудиовизуального сотрудничества в Генеральной дирекции по вопросам культуры и научно-технического сотрудничества.
В 1996—1999 годах был Генеральным консулом Франции в Иерусалиме.
В 2000 году был назначен Чрезвычайным и полномочным послом Франции на Мадагаскаре.
С 2002 по 2006 год работал в центральном аппарате заместителем генерального секретаря МИД Франции, одновременно — генеральным директором по вопросам политики и безопасности.
В 2006—2009 годах Станислас Лёфевр де Лабулэ был Чрезвычайным и полномочным послом Франции в России.
В 2009 году был назначен Чрезвычайным и полномочным послом Франции при Святом престоле.

## Почётные звания и награды
- Офицер ордена «За заслуги» (15 мая 2003)[3]
- Офицер ордена Почётного легиона (11 июля 2008)[4]
- Орден Дружбы (23 апреля 2009, Россия) — за большой вклад в развитие и укрепление российско-французского сотрудничества и дружественных отношений[5]

## Семья
В 1974 году Станислас Лёфевр де Лабулэ женился на Полин Маше де ла Мартиньер (фр. Pauline Machet de la Martinière). В браке родилось четверо детей: Маргарита, Франсуа, Софи и Виктор.